# 布雷兴
布雷兴（德語：Brechen，發音：[ˈbʁɛçn̩] ⓘ）是德国黑森州吉森行政区林堡-魏尔堡县的市镇，面积24.86平方千米，2023年12月31日人口为6,411人。